# Guancha tetela
Guancha tetela är en svampdjursart som beskrevs av Borojevic och Peixinho 1976. Guancha tetela ingår i släktet Guancha och familjen Clathrinidae.
Artens utbredningsområde är havet utanför Brasilien. Inga underarter finns listade i Catalogue of Life.